# Polygyra texasiana
Polygyra texasiana är en snäckart som först beskrevs av Moïse Étienne Moricand 1833.  Polygyra texasiana ingår i släktet Polygyra och familjen Polygyridae. Inga underarter finns listade i Catalogue of Life.